# William Thomas Blanford
William Thomas Blanford (7 ottobre 1832 – 23 giugno 1905) è stato un geologo e naturalista inglese.
Blanford nacque a Londra. Venne educato nelle scuole di Brighton e Parigi e, pensando di intraprendere una carriera mercantile, trascorse due anni presso una ditta commerciale di Civitavecchia. Di ritorno in Inghilterra nel 1851 venne incitato ad entrare nella neo-fondata Royal School of Mines (che fa attualmente parte dell'Imperial College di Londra), dove vi era già entrato il suo fratello più giovane, Henry F. Blanford (1834 - 1893), che diventerà in seguito capo del Dipartimento Indiano di Meteorologia. Trascorse in seguito un anno nella scuola mineraria di Freiberg ed entro la fine del 1854 sia lui che suo fratello ottennero un posto al Geological Survey of India. Rimase al suo servizio per ventisette anni, ritirandosi nel 1882. Dopo il suo ritiro curò la stampa della serie Fauna dell'India Britannica.
Venne inviato in varie parti dell'India, nelle miniere di carbone di Raniganj, a Bombay, e in quelle nei pressi di Talcher, dove trovò negli strati del terreno dei ciottoli che ritenne trasportati lì dai ghiacciai - una scoperta considerevole confermata dalle osservazioni seguenti di altri geologi in strati equivalenti di altri luoghi.
Rivolse la sua attenzione non solo alla geologia, ma anche alla zoologia, interessandosi soprattutto ai molluschi terrestri e ai vertebrati. Nel 1866 si aggregò ad una spedizione in Abissinia, accompagnando l'esercito a Mgdala, e nel 1871-1872 venne nominato membro della Commissione di Confine Persiana. Utilizzò questi viaggi come opportunità eccezionali per studiare la storia naturale di quei Paesi.
Per i suoi molti contributi alla scienza geologica, la Geological Society di Londra conferì a Blanford nel 1883 la medaglia Wollaston. Per i suoi lavori sulla zoologia e la geologia dell'India britannica ricevette nel 1901 una medaglia reale dalla Royal Society; a lui è intitolato il Dravidosaurus blanfordi. Nel 1874 venne eletto membro della Royal Society (F.R.S.) e nel 1888 divenne presidente della Geological Society. Nel 1904 venne eletto membro dell'Ordine dell'Impero Indiano (C.I.E.). Morì a Londra nel 1905.
Le sue principali pubblicazioni furono: Observations on the Geology and Zoology of Abyssinia (1870), Manual of the Geology of India, insieme a H. B. Medlicott (1879), ed il terzo volume sugli uccelli dopo quello di E. W. Oates nella serie Fauna dell'India Britannica.
| Blanford è l'abbreviazione standard utilizzata per le specie animali descritte da William Thomas Blanford. Categoria:Taxa classificati da William Thomas Blanford |